# 游錫堃
游錫堃（1948年4月25日—），中華民國政治人物，民主進步黨籍，是民進黨創黨小組成員之一，生於宜蘭縣冬山鄉。1980年代初進入政壇後，曾先後擔任過臺灣省議員、宜蘭縣縣長、民主進步黨秘書長、行政院副院長、總統府秘書長、行政院院長、民主進步黨主席、立法委員、立法院院長等黨政要職，成為臺灣民主化後首位、中華民國憲政史上第二位先後擔任過行政院院長與立法院院長的政治人物，也是首位曾任民選地方首長的立法院長。
童年時期家境貧寒，且因房屋和田園處於低窪地帶而常遭天災暴殄，需要舉債拮据生活。1960年代初，游父在颱風災害中離世，游錫堃因此被迫輟學返家務農數年。復學後，先後在羅東商職、致理商專國貿科半工半讀，並入伍服役。完成學業及兵役後，曾從業於金融行業。在20世紀70年代末至80年代初的一系列政治事件及案件（如美麗島事件、林宅血案等）刺激影響下，轉志進入政界，於1981年當選為無黨派的台灣省議員。在此期間，游錫堃聯合美麗島事件辯護律師團的部分成員投入組建新政黨的系列工作中。他也曾在省議員任內起手創辦噶瑪蘭週刊、推動宜蘭反六輕運動，改變時任宜蘭縣縣長陳定南「有條件歡迎」的政策，阻擋台塑六輕在宜蘭設廠。1986年9月，他以「黨外選舉後援會」召集人身份在臺北市圓山大飯店冒險組織民進黨之建黨集會，並當選為黨的第一屆中常委。在省議員任職期間，游錫堃亦推動當局開放已封閉數十年的大陸探親，也取得了東海大學的學位。
1989年，游錫堃代表民進黨贏得宜蘭縣縣長選舉，得以主政宜蘭，身份從問政轉為執政。任內興建了羅東運動公園等設施，提倡普及台灣本地語言教育並創立宜蘭童玩節等大型活動。並繼承前任陳定南的主張，排除來自中央政府的壓力，阻止了具有污染風險的六輕工業項目落戶宜蘭。1997年卸任後，短暫受時任台北市市長陳水扁延攬出任台北捷運公司董事長。
2000年民進黨贏得總統選舉，首次取得國家執政權後，游錫堃受命出任行政院副院長。但兩個月後因政府機關在嘉義縣八掌溪事件處置不當而辭職，轉任總統府秘書長。2002年2月，受命重返行政院接替張俊雄出任行政院院長。行政院院長任內，其率領內閣抵擋了互聯網泡沫造成的經濟壓力，實質性謀劃推動了員山子分洪道、雪山隧道等大型公共工程的建設進程，解决高雄市自來水供應等延宕問題並進行了第一次金融改革。2005年2月卸任行政院院長後，曾再度出任總統府秘書長，並於2006年至2007年間擔任民進黨主席。在陳水扁執政期間，游錫堃為任職時間最久的閣揆，長達三年整。自2007年9月卸任黨主席後，游錫堃曾低調賦閒十多年，並未出任任何黨公職。
2014年，接受民進黨徵召，復出參與新北市市長選舉，最終落敗於爭取連任的中國國民黨的朱立倫。2017年，受總統蔡英文委派率領台灣代表團赴參加美國總統唐納·川普的就職典禮。2019年，被民進黨列入2020年立委選舉的不分區立法委員名單第七順位並當選立法委員，後於2020年2月1日當選立法院院長。游錫堃亦在2024年立委選舉中以不分區委員連任，並再獲提名代表民進黨團參選立法院院長；但同年2月1日，由於民進黨席次居於劣勢，游錫堃在院長選舉連任失利，隨後發表聲明宣布請辭，翌日生效。

## 早年

### 童年時期
1948年4月25日（中华民国三十七年农历三月十七日），游錫堃出生於台灣台北縣羅東區（後屬宜蘭縣）冬山鄉太和村的一戶農家中。其父游木溪是佃農出身，祖籍福建省漳州府詔安縣，母親黃氏是游家的童養媳。游錫堃為長子，下有一位妹妹、兩位弟弟。因「耕者有其田」政策，有田二甲半。游錫堃年幼時性情憨厚，常被旁人喚作「憨堃」。
游錫堃家宅地處低窪之地，附近的冬山河水情暴虐，在當時災害頻仍，時常導致家田欠收以致舉債度日。尤其是在1961年「波蜜拉颱風」中，游氏除家人及一頭水牛倖存外，房屋、水稻、菜園、豬、雞及農具等賴以謀生的物資在一夜之間全毀，艱困非常。
禍不單行，1961年冬天，借糧度日、居住在以竹拼土糊為牆所搭成的「災後臨時屋」的游家再遭横祸——其结核病體弱、纏病多年的父親游木溪因難捱凜冽寒風，在日夜受凍中離世。此時的游錫堃才剛剛上初中二年級，為協助守寡的母親維持家計，被迫輟學離開宜蘭中學（現國立宜蘭高級中學）初中部，成為農夫下田耕作。自此，游錫堃有長達五年的時間都在家裡幫忙農事。據游本人回憶，他曾不止一次因為不能念書而在田埂上放聲大哭。

### 少年時期
礙於艱難家境，自15歲起，游錫堃便以童工身份與鄰居換工插秧、除草、割稻，16歲便開始承擔成人的工作量並賺取成人工資。1967年秋，「解拉」颱風襲來，游家田園再度遭受重創，來自冬山河上游的土石流泥漿深度淹沒田地（達到平均2台尺），這不僅導致了田地粒米未收、還必須舉債重築田埂、重墾田地才得以復耕。在輟學、遭災等一系列艱難變故的洗禮下，游錫堃漸漸知曉務農靠天吃飯，前途有限，經常心生復學之志，其周圍的同齡人也多有外出求學發展者。爾後隨著其母再婚，家庭情況改善，游錫堃終於下定決心放棄農耕生涯，走出家鄉求學謀生。

## 求学與初涉政壇

### 復學
為了彌補失學的遺憾，游錫堃在20歲兵役體檢的當年以同等學歷報考了羅東高商夜間部。考取後，再轉學至臺北市西湖商工補校，半工半讀完成學業，然而在參與升學考試時沒有考中，於是入伍當兵。退伍後，隻身旅居台北夜間就讀私立致理商專（今致理科技大學）國貿科，白天則先後在室內裝修業、紡織業、金融業工作。畢業後，插班國立中興大學法商學院公共行政系夜間部。

### 投身選舉
游錫堃對政治最初的興趣是受到在宜蘭政壇為農民發聲的中國青年黨前輩郭雨新影響。初中時，游錫堃便從同學口中知道郭雨新，後來更由一位賴姓縣議員介紹與郭雨新相識在農安街家中。1975年立委選舉時，游錫堃便曾為郭雨新助選，此為其最早踏足政治的腳步。受到郭雨新影響，游得以閱讀青年黨刊物，了解民主政治就是政黨政治，認為要促進國家進步，年輕人應該增強在野黨力量以監督執政黨，使其在18歲加入青年黨，並在25歲便擔任了縣黨部委員。
在青年黨時期，游錫堃意識到要透過該黨制衡長年執政的國民黨是不現實的，儘管其作為在野黨卻不能有效制衡執政黨，且反而受執政黨豢養、操縱，欲以該黨爭取參政並不合適；如果國民黨真有誠意施行政黨政治，只有取消戒嚴令、開放報禁以及讓黨外團體都能恢復正常活動，才能真正付諸實踐。後來游錫堃發現黨外運動的宗旨及方針更能針對時弊發揮力量，遂開始投身黨外運動。
1977年地方公職選舉時，游錫堃即有意投入省議員選舉，並返鄉展開準備工作。然而此時他發覺雖然青年黨願意傾力支持他的競選，但自己的出馬勢必會分散黨外票源，斲傷黨外成長的力量。有鑑於此，在立法委員黃信介及部分地方重要人物多協調下，游錫堃轉而支持林義雄競選，並親自擔任林義雄競選總部的總幹事。此時的台灣政壇波譎雲詭、大事頻發：1978年，美國與中華民國斷交；1979年高雄發生美麗島事件；1980年黨外人士林義雄家中發生嚴重血案（游錫堃在此間被當局懷疑為殺人兇嫌）；1981年又發生了陳文成命案，凡此種種均向外傳遞了極為嚴酷的訊號，但游錫堃並未因此改志，仍舊在政界打拼。
在此間，游錫堃結識了同在林義雄競選總部工作的楊寶玉，兩人开始交往，后於1978年1月结婚。
1980年12月，當時插班國立中興大學法商學院公共行政系夜間部的游錫堃，因為替黨外人士黃煌雄助選增額立委選舉而被退學。
1981年，台灣舉行省議員選舉，游錫堃意向投入參選。當時在宜蘭縣選區，黨外有意角逐省議員者除游錫堃之外還有張川田和陳定南，一度產生三強爭冠的局面。當時國民黨在宜蘭提名的陳洦汾跟官來壽兩位省議員候選人實力不可小覷，黨外選舉組織人康寧祥認為如果不進行有效整合，黨外勢力將會全盤皆沒，因此其前往宜蘭，公開協調兩次，無功而返。:316最後在黃煌雄的協調下，1981年9月，選舉陣容作出調整：陳定南轉而參選宜蘭縣縣長（後當選）；游錫堃與張川田則繼續參選省議員。最終，游與張以險勝之勢當選。

### 省議員時期
1981年12月20日，游錫堃正式就任台灣省議員，自此開啟了其四十餘年的政治生涯。時年的游年僅33歲，為宜蘭縣有史以來最年輕的省議員。但不幸的是，游錫堃剛當選省議員時，其繼父夏福禧便辭世；當時游選在老家附近的冬山國小禮堂盛大舉辦告別式，感謝夏福禧的養育之恩。
1982年開始，游錫堃與臺南的謝三升、屏東的蘇貞昌組成聯合方陣質詢，表現不俗，外界以“黨外鐵三角”稱之。謝三升大刀闊斧當機立斷，游錫堃則穿針引線居中策應，蘇貞昌衝鋒陷陣舌戰群儒。在三人搭配下，諸如呼籲政府釋放林義雄或修改選罷法等提案，甚至能獲國民黨內外議員的集體支持。
1982年爭取到李登輝省主席當面承諾撥款300萬元，委託中華顧問公司踏勘；1983年再度獲省政府承諾撥1500萬元委託中興工程顧問公司進行地質鑽探及可行性評估，為國道五號興建踏出重要的第一步。1991年7月15日於游錫堃宜蘭縣長任內正式動工，其後雪山隧道工程進度嚴重遲滯，四度延期，直至2002年游錫堃擔任行政院長後親自督導排除各項困難，最終於2004年9月16日貫通，成為世界上第五長的隧道工程。
1985年5月16日為“省政府委員”預算違法，歷經多年無意改善，再次以多數暴力強行通過，夥同其他13位黨外省議員集體辭職抗議。政治上凸顯中國國民黨違法違憲事實，間接影響次年民主進步黨組黨；法制上促成1994年省縣自治法的制定及1999年地方制度法的完成，為台灣民主運動發展上的重要事件。
1985年省議員選舉中，國民黨黨部突破三十多年在宜蘭縣溪北、溪南各提名一席省議員的傳統，提名兩名溪南人（楊政誠、林明正）競選省議員選舉全力夾殺溪南游錫堃、更因騰出溪北空間引起張川田及黃煌雄大將游耀長爭奪，意圖引起黨外勢力的黃煌雄、游錫堃與黨外宜蘭縣長陳定南矛盾、進而拖垮同時舉行的縣長選舉陳定南選情。唯最終游錫堃仍連任成功。
在此期間，1982年8月，游錫堃在省議員任內插考東海大學政治系，1985年，順利畢業，拿到大學畢業文憑。其被一再耽擱、充滿波折的求學生涯由此得以收尾。

### 圓山組黨
在戒嚴、黨禁、報禁的年代，積極推動黨外組織化工作，先後擔任「1983黨外中央後援會」秘書長兼第一選區後援會召集人兼方素敏競選總部總幹事、1984~1986年擔任「黨外公政會」理事、5月25日成立黨外公政會宜蘭分會並被推選為理事長、1986「黨外與國民黨溝通七人小組」成員之一，7月起成為「秘密組黨十人小組」成員之一。
游就任1986黨外選舉全國後援會召集人，1986年8月24日當選「1986黨外選舉全國後援會」召集人，積極籌辦黨外立委、國代候選人推薦，並以後援會為基地秘密策劃組織新黨，促成「928圓山組黨」。游就任距12月6日的立委、國代選舉剩100天，當時黨外高亢公開倡議組黨、推動「公政會」組織化、秘密研擬黨綱者有多起，但並無進一步的組黨行動。因為距「美麗島事件」發生才6年多，前車可鑑，組黨一經發動，成功固然可喜可賀，不成功除了主其事者判個十來年外，還可能讓一群人被捉、被關，因此當時眾多黨外領袖推動組黨，停留在言論層次，例如公開呼籲、演講、辦雜誌、寫文章、研擬政綱、組織後援會等。
1986年當時的黨外人士一般都主張選後組黨，「黨外編聯會」現任（第五任）會長洪奇昌認為：「黨外還不夠成熟，不宜立即組黨」；前任會長（第四任）吳乃仁：「立即組黨，或制定組黨時間表，我認為都沒有意義」；前任會長（第三任）邱義仁：「我認為1986年還不適合組黨」、「目前空言組黨，不過是打高空的行為」。「黨外公政會」前任（第一任）理事長費希平：「對訂立組黨時間表一事，也持反對態度」；現任（第二任）理事長尤清：「訂立組黨時間表，我贊成，不訂立我也贊成」；康寧祥則於6月13日以「黨外公政會首都分會」名義向總會提出「黨外運動五年民主時間表」，建議「1987成立新黨、1988解嚴行憲」。游錫堃認為選前組黨才會成功，「圓山組黨」的一週前，游錫堃接受《噶瑪蘭週刊》專訪，以「談選舉與組黨」為題，主張「今年是組黨最好時機」、「要期待國民黨自動放鬆，期待他開放黨禁，那是不可能的事」、「用實力逼它開放黨禁」等，明確表達選前組黨的主張。回顧台灣史上「中國民主黨」及「美麗島政團」組黨失敗，知道選後組黨風險高。既然選前組黨是較佳的，1986年選前不組黨，可能就要等到1989年才有機會了，因為其後臺灣將長達三年沒有省級以上公職選舉，缺乏選前組黨的機會。
「圓山組黨」成功最重要的因素。雖說當時蔣經國已經有比以前開放，但在戒嚴體制下，繼續停留在言論層次還好，一旦真正展開組黨行動，國民黨還是會出手，由6年前美麗島事件及正在發生的「公政會」組織化一波三折可證。圓山組黨「積極籌備」而「守口如瓶」，直到組黨前一日的預備會議中才讓同意簽名擔任第二天後援大會變更議程討論組黨的其他13位提案人知道此事。當時是臺灣的政治熱季（國代、立委選舉），人民極為關注；國際社會也高度關心，國民黨較不容易在競選過程中隨便羅織罪名抓候選人。被推薦的所有候選人都是「新黨黨員」，如果不抓候選人等於新黨組黨成功，如果抓候選人，新黨將前仆後繼立即補推候選人或請候選人家屬披掛上陣，如此1980年的周清玉旋風及1983年的方素敏旋風將再現，國民黨當然得付出極大的代價。
參加推薦大會的成員130多人，全國有影響力的黨外人士都會到。後援會負責人兼大會主席游錫堃願負一切政治與法律責任，並於前一日主動安排9/28當天變更議程討論組黨的提案邀請其他13人連署，並以大會主席身份裁示由費希平立法委員主持討論組黨。
有別於過去的黨外集會總是在社區活動中心或學校禮堂。圓山大飯店是當時全國最氣派、聞名國際的飯店，到圓山飯店除了比較不會遭受其他莫名的各種因素干擾外，組黨消息也較不會輕易被封鎖。
教師節既是國定假日也是長假（次日補假），黨外後援會成員出席人數會比較多，國民黨情治人員心情較為鬆懈；距離投票日還有兩個多月，如果國民黨捉人也來得及補推薦候選人參選。
民進黨「圓山組黨」消息一出，國際震動。由於保密到家，國民黨政府有點措手不及。根據蔣經國任內總統府機要室主任王家驊在故總統蔣經國逝世三十週年紀念座談會中的發言表示，民進黨組黨成功那天，蔣經國並不曉得，他向蔣經國報告後，蔣經國隔天找人到總統府開會，會議中蔣經國一言不發，等全部人都講完了才說：「時代在變、環境在變、潮流在變，小不忍則亂大謀。」。親民黨主席宋楚瑜也於此座談會中表示，當年民主進步黨創黨時，他是第一個向蔣經國報告狀況的人，蔣經國見到他說的第一句話就是「抓人不能解決問題」。
組黨後第三天（9/30）國民黨政府才由法務部長施啟揚「重申政府嚴正立場，此時此地不宜組織新黨」，此時民進黨立即決定成立七人小組以為因應。組黨後第四天（10/1）中國時報：「少數人士如不顧情勢擅自組黨，政府將依法處置，立場並無改變」，全國情勢緊繃，各種傳言不斷。直至10月8日蔣經國接受美國《華盛頓郵報》專訪見報，透露臺灣將朝向解除戒嚴及開放黨禁兩方面邁進後，局勢才穩定下來，也確定了「圓山組黨」事件雨過天晴，民進黨順利誕生。從928組黨之日到10月7日的這十天，就是重要的民進黨組黨「關鍵十日」，也是台灣民主的「關鍵十日」。由於全力促成民進黨組黨成功，當時也是「秘密組黨十人小組」成員，後擔任台北縣長的尤清以「民進黨的助產士」形容游錫堃。前總統陳水扁也以「民進黨之父」為名專訪游錫堃。
1986年5月11日（母親節）創辦《噶瑪蘭週刊》，至1990年10月停刊，前後維持4年4個月。游錫堃除自行擔任發行人外，也特別商請正在輔大修博士，時任《八十年代》編輯的劉守成先生回鄉擔任總編輯，發行所及編輯部均設於省議員游錫堃服務處（宜蘭縣羅東鎮樹人路8之1號）。該周刊以「宜蘭縣民的雜誌」自許，以「真實而深入的報導、強硬而理性的批判、誠摯而開放的服務」為辦報原則。1－64期採二張半報紙型雜誌，65期改為16開32頁書刊型雜誌。

### 噶瑪蘭週刊
《噶瑪蘭週刊》開辦時台灣尚屬戒嚴時期報禁中，該週刊在推動政治民主、促進言論自由、突破黨禁報禁；討論公共政策、本土人文歷史、二二八事件；關心農、漁、勞工權益；防止環境公害、監督污染性工廠、維護生態等各領域提供廣泛的報導與評論，成為蘭陽子弟對宜蘭鄉土、對台灣未來表達意見與關懷的平台，尤其在「宜蘭反六輕」環保運動過程中扮演極為重要角色，不但喚起縣民捍衛宜蘭的決心，也改變了陳定南縣長原來的「有條件歡迎」六輕設廠的態度。被譽為「在反六輕運動中，更有著催生、集結、動員和擴散的功能」。
噶瑪蘭週刊為宜蘭培養了多位人才。除創辦人游錫堃後任宜蘭縣長、行政院長外，第二任發行人陳金德後任國大代表、立法委員，第三任發行人林錫耀後任民進黨秘書長、行政院副院長，社長林順發後任三星農會總幹事，首任總編輯劉守成後任省議員、宜蘭縣長，第二任總編輯田秋堇後任立委、僑委會副委員長，編輯黃玲娜後任國大代表，編輯林進財後任縣議員、縣黨部主委等。

### 推動開放兩岸探親
1987年，兩岸隔絕已達30多年，基於蔣經國的“三不政策”，台湾外省人無法返鄉探親，不少包括中華民國國軍和家眷。該年2月23日行政院依然表示:「審度當前時事，仍不宜開放國人至大陸省親、掃墓或通訊」。
基於人道為先、親情第一，游錫堃率全國之先於1987年2月19日，在民進黨中常會提出“「返鄉省親」專案實施計畫提請討論案”，同年3月2日於民進黨中常會提出“返鄉省親運動推展方案”，民進黨中常會通過此提案，促使專案小組成立，並交由當時具中央民代身份的尤清擔任召集人。游錫堃於3月23日在自立晚報發表專文〈還給他們一個春天〉，呼籲國民黨政府開放省親以發揚人道精神。4月8日「返鄉省親」専案小組正式成立並開始運作。
但國民黨政府方面，4月3日行政院長俞國華仍重申反對開放“人民往來探親貿易”；4月18日外交部長朱撫松又繼續強調“民間與大陸進行通郵探親現階段不能考慮”；游錫堃於5月22日領銜於台灣省議會提案，又遭國民黨省黨部要求國民黨籍省議員撤銷連署。但在民進黨的努力推動下，帶動社會各界對返鄉省親的探討、聲援與支持。民間相關社團紛紛成立，各地老兵也群起響應，國民黨在10月14日中常會最终宣布，將在當年11月2日正式開放探親，結束海峽兩岸38年的隔絕。

## 地方执政时期

### 宜蘭縣縣長
1989年12月，游錫堃接替陳定南出任宜蘭縣縣長，前後共任此職8年。任內，其「文化立縣」戰略被稱為「台灣文藝復興」的起點:29；「地景改造」獲譽台灣地景革命的典範；「綠色新政」也被稱為是台灣「環境生態維護」的先驅。《天下雜誌》1997年喻為「活用資源做世界級縣政」。《遠見雜誌》1997年的台灣民情報告，游錫堃縣長施政滿意度獲得全國第一名。
1990年開始率全國之先實施「母語教育」，召開「推行本土語言委員會」:62，邀請黃春明擔任召集人。並成立宜蘭縣本土語言教材編輯委員會，擬定課程內容。:62}}在當年獨尊國語的各方壓力下，通函全縣各國中小學校不得禁止學生說本土語言，等同公開宣示廢除國民黨政府獨尊國語、禁用方言的國民教育政策。其後陸續編制教材因地制宜辦理泰雅語、客家語、噶瑪蘭語的教學。:181
1990年開始編纂鄉土教材「蘭陽地理」與「蘭陽歷史」:71，1993年9月起全縣施教並列為國中一年級必修課程。1997年6月完成鄉土藝術「音樂篇」編纂。宜蘭縣的經驗促使教育部修訂「鄉土教學活動課程標準大綱」，將宜蘭模式推行至全國。1997年9月，教育部鄉土教育教材「認識台灣」，成為全國國中一年級的正式課程。
規劃國立傳統藝術中心於五結鄉冬山河下游，佔地約24公頃，是國內唯一國際級的傳統藝術堡壘。1990年宜蘭縣政府無償提供土地積極爭取，獲行政院文建會同意將「東北部民俗技藝園」設在現址。1991年10月宜蘭縣政府委託國立藝術學院規劃，1993年12月游縣長聘請專家學者二十八人為委員，並親自擔任籌建委員會主任委員展開籌建工作。:4031995年3月1日獲行政院核定改名「國立傳統藝術中心」，撥款23億元交由文建會負責發包。1997年9月動工。2003年10月游錫堃擔任行政院長任內正式開幕營運。
首創實施「傳統藝術薪傳」。1990年開始先後在各級中小學辦理歌仔戲、傀儡戲、布袋戲、北管戲、布馬陣、舞龍、舞獅、國術及泰雅族舞蹈、編織、籐編等傳統藝術薪傳，讓台灣傳統技藝獲得再生機會。1993年更進一步訂定「宜蘭縣傳統藝術薪傳五年計畫」，全縣101所國中小參加薪傳有67所傳承18項。:81也因此促使教育部重視而訂定「推展傳統藝術教育要點」，鼓勵全國各縣市國民中小學校薪傳傳統藝術。
1992年9月28日創辦全國第一個公立歌仔戲團「蘭陽戲劇團」，以傳承、創新本土戲劇藝術，改變中央政府一向只編預算補助平劇、豫劇之政策，並先後率團遠赴美國、加拿大、星加波、哥斯達黎加等國公演，場場爆滿廣獲好評。:100
1993年10月16日創設全國第一座台灣史觀的鄉土史料館「宜蘭縣史館」，專責鄉土資料收集、整理、典藏、研究，共構了宜蘭縣史的研究熱潮。宜蘭縣史館成立後積極以台彎史觀展開宜蘭縣史編修、出版「宜蘭文獻雜誌」、「宜蘭文獻叢書」、「宜蘭專史」，並兩年辦理一次「宜蘭研究學術研討會」。1995年8月9日獲台灣省政府響應，行文省屬各機關及各縣市政府比照辦理。:125此後不但宜蘭國際學術交流日漸瀕繁，其台灣史觀外溢效果對國內建構台灣主體性的影響甚大。
1990年計畫興建全國第一座本土思考之人文生態博物館「開蘭陽博物館（後改稱蘭陽博物館）」，地點決定在頭城鎮「烏石港遺址公園」，1991年2月獲省政府同意補助規劃費:227，1992年12月成立籌建委員會，1994年3月委託國立自然科學博物館規劃，決定採「類博物館理念」，將全縣視為「生態博物館」，「蘭陽博物館」、「文化中心」與「宜蘭縣史館」形成「三合一核心館」。2004年8月游錫堃擔任行政院任內正式動工。
1997年12月13日，全國第一座由縣長舊官邸整建為「宜蘭設治紀念館」開館啟用。:195兼具本土歷史、知性及休憩的空間。展出宜蘭相關史料，讓民眾瞭解宜蘭設治200多年來的歷史人文與社會變遷，其後成為宜蘭縣高中職公民課必訪之地。
以本土文化活動促進「區域振興」（後稱社區營造），1991年以種族和諧、文化多元之理念辦理「開蘭195週年系列活動」:227，內容包括「蘭陽孩子的一千個夢」、「後山噶瑪蘭人返鄉尋根」、「原住民母語教育研討會」、「頭城搶孤」等，不但促使縣民反省歷史、認識土地、強化認同、促進區域振興，也引領全國各界開始重視台灣本土文化。其中「頭城搶孤」是中斷43年恢復舉辦:230，不但完成祭典儀式與孤棧技藝傳承，也造成十多萬人爭睹風采之一幕。1996年宜蘭縣政府再度舉辦「宜蘭紀念日200週年紀念系列活動」，內容包括「歡樂宜蘭年」、「水、綠、健康－羅東運動公園開園」、「兒童的夢土－宜蘭國際童玩藝術節」、「國際名校划船邀請賽」、「協力擎天 - 宜蘭紀念物設立」等。
為化解族群歷史恩怨、促進種族和諧，1991年10月16日（漢人入蘭開墾紀念日）游錫堃以縣長身分正式代表政府為漢人移墾過程傷害原住民權益向原住民族道歉。
宜蘭縣為美化蘭陽平原，率全國之先推動地景改造運動。:338凡宜蘭縣政府影響所及，包括縣政府行政大樓、縣議會、各國中小學校園、體育場、公園、公墓、露營區、博物館、演藝廳、公有廳舍、道路、橋樑，甚至民居，都納入藝術化、景觀化、品質化的範疇，被視為台灣地景革命之起點。此政策在游錫堃擔任行政院長時亦納入「挑戰2008：國家發展重點計畫」推展至全國。
宜蘭縣政府以社造理念改建校園，要求縣內101所國中小以「社區參與」方式進行「校園整體規劃」。:348啟動「宜蘭厝」民居改造計畫，是台灣第一個官方主導的建築特色化計劃。:358在中央政府之先積極推動「公共工程藝術化」:343，例如1997年通車的「泰雅大橋」被譽為全國公共工程藝術化的代表作。
在任期間完成相關建設包括1993年開始動工的「宜蘭縣政中心」公共建築群、全國第一座「綠建築」的縣政大樓（1997年）:89；「冬山河親水公園」（1994年）:75、「羅東運動公園」（1996年）:85；重建頭城「烏石港」為結合漁業、休閒與觀光的現代化漁港（1998年）；「武荖坑露營區」（1996年）；:71首座兼具公墓公園化、殯葬一元化的現代化殯葬區「員山福園」殯葬園區（1997年）。
宜蘭縣以重視環境保護及生態維護知名於全國。儘管中央政府與縣議會的壓力強大，「反六輕」運動至1991年最終成功，台塑六輕正式宣布退出宜蘭縣。1993年底台電公司也終於放棄在蘇澳興建火力發電廠的計畫。
1990年並委託馮林環境保護基金會辦理「宜蘭縣環境品質規劃研究」:173，據此於1993年制定「宜蘭縣環境政策綱領」（俗稱「宜蘭縣環保大憲章」），作為保護自然生態，維護環境品質，宜蘭縣環保立縣的最高指導原則。1992年與台灣水泥公司簽訂「環保協議書」:43，該制度被中央環保署納入「公害管制協定範例」，供各地方政府參考。
1993年提報設立「無尾港水鳥保護區」，是全國第一個依據《野生動物保育法》設立的保護區。:53原先中央僅以行政命令規範，為全台十二大溼地之一的「蘭陽溪口水鳥保護區」，也於1994年重新調查規劃，1996年依《野生動物保育法》提報劃設為水鳥保護區。:54
1993年3月連戰組閣，李登輝派人徵詢入游錫堃是否願意閣擔任交通部長，游以政黨責任難以釐清、施政理念不同予以婉拒；1996年陳水扁邀請其擔任台北市副市長，游以縣長任期未完、責任在身予以婉謝；1997年4月，時任副總統兼行政院長的連戰推薦國民黨提名廖姓人士為宜蘭縣長候選人，實為化解游錫堃的政治影響力所作的延攬游入閣建議，但游果決地公開婉拒。1997年12月卸任後，地方人士多有勸進游錫堃參選1998立法委員，但游氏決定禮讓陳定南立委繼續競選連任而決定暫別政壇，改行學習養蜂及種植有機農作，成為當時在野卸任縣市長中唯一放棄競選立法委員機會的政治人物。

### 台北捷運及輔佐大選
1998年3月4日接受台北市長陳水扁之邀，出任台北大眾捷運公司董事長，6月代表台北市政府率團出國考察日本、香港之捷運悠遊卡及營運管理。8月成功完成捷運「故障減半」大幅度提昇台北捷運運輸效率與品質。12月25日隨陳水扁市長連任失敗卸任而離職。年底接受邱坤良校長邀請於1999年開始擔任國立臺北藝術大學傳統藝術研究所兼任教授。
1999年1月3日應民進黨主席林義雄先生邀請擔任秘書長，任內協助黨主席推動「黨員倍增計畫」，擔任「台灣前途決議文草擬小組」召集人」，創設「新境界文教基金會」並開辦「財經論壇」以改造民進黨「強法政、弱財經」的社會形象。年底開始擔任「陳水扁呂秀蓮競選指揮中心」主席團主席兼發言人奔走全國各地全力輔選。2000年3月18日陳水扁呂秀蓮以39.3%當選正副總統。

## 民進黨初次執政时期

### 行政院副院長

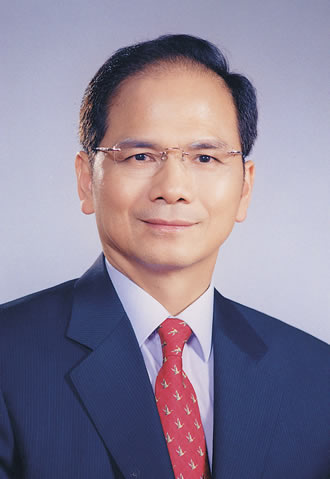
時任行政院副院長的游錫堃官方照

2000年5月20日，陳水扁和呂秀蓮就任中華民國正副總統，民進黨正式上台執政。游錫堃則受命出任行政院副院長，輔佐行政院院長唐飛處理政務，成為該院歷史上最年輕也是首位民進黨籍的副院長。
2000年7月22日，嘉義縣發生了震驚全台的八掌溪事件，使當時剛上任不久的陳水扁政府在公信力受到重創。7月24日早上，行政院院長唐飛為釐清事件發生始末及責任歸屬親自主持檢討會議，在了解各相關機關救災過程後，當場告訴坐在旁邊的副院長游錫堃，表示事件發生主要原因是救災之「制度不夠健全、程序不夠明確、人員不夠積極」，各級人員雖有管理與訓練之責，但不應把全部責任推給他們，遂決定自己辭職以負全責。游錫堃聽後感到極為震驚，因為新政府成立只有兩個月，閣揆辭職將涉及內閣總辭，茲事體大。於是，游錫堃當場向唐飛表明代為負起政治責任，並打電話報請陳水扁總統慰留唐飛，同時表明自己可以代為辭職負責。
當晚，游錫堃在主持行政院永續發展委員會議後，接到了陳水扁所派代表攜來同意其辭職的裁示。7月25日，行政院院長唐飛批示游錫堃的辭呈：「副院長在組閣前後功勞績著，今為政局穩定挑起政治責任，本人至表感激，勉予同意報府」，送總統陳水扁核准於7月26日生效。至此，前後在任67天的游錫堃成為了台灣史上任期最短的行政院副院長，也締造了台灣政治民主化後由執政黨負起責任政治的著名範例。
辭職後，時任民進黨主席謝長廷認為游錫堃為此事負責並不公平。在野的國民黨也主張此事的責任不在游。游的主動請辭等於是一肩為新政府扛下八掌溪事件的所有責任，也避免了新政府開張二個月就要更换首腦的窘境，化解政局動蕩危機。卸任行政院副院長後，游錫堃計畫從商，積極展開了經營網路公司之籌備，並在國立臺北藝術大學傳統藝術研究所繼續任教。後來又擔任了總統府秘書長。

### 行政院院長

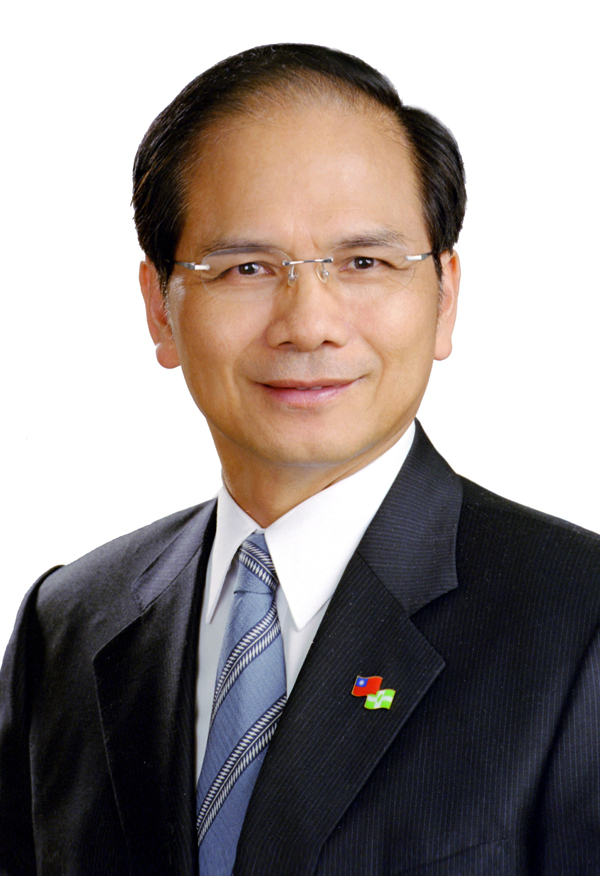
時任行政院院長的游錫堃官方照

2002年2月1日，內閣改組。游錫堃授命組閣，成為了當時出生於台灣本土、最為年輕的、同時也是首位農夫、省議員和民選縣長出身的行政院院長。游錫堃主管行政事務後，陸續推動多項重大建設，包括貫通雪山隧道；完成中二高、南二高、十二條東西向快速道路使形成西部高速公路網；完成北迴鐵路電氣雙軌化、花蓮機場新航廈啟用、恆春機場民用航空站啟用，惟蘇花高建設計畫方面則在其任內終止；淨化高雄自來水結束高雄人買水喝30年的困擾；設置中部科學工業園區促進北中南均衡發展；整治基隆河開闢員山子分洪道解除汐止、瑞芳、社子等地水患；完成「金融改革」使金融逾放比符合國際標準，化解國內潛在金融危機為產業發展奠立堅實基礎等，以較高效率和決心完成了眾多建設。
面對首度政黨輪替、核四風暴、朝小野大的政局影響，以及全球網路科技泡沫化，台灣經濟成長率首度負成長，失業率創歷史新高等棘手問題，游錫堃內閣實施了「工業區土地006688優惠出租措施」促進國內投資；採取擴大公共支出（包括200億救失業、500億救經濟、300億整治基隆河合計1000億的特別預算），並主導制定了「促進民間投資公共建設」三年達成2000億投資的計畫，有效促進了經濟復甦。在任三年間，台灣平均經濟成長率達到5.4％，失業率也從5.17％降至4.44％，就業機會增加了45萬個。2003年，SARS疫情爆發，時任閣揆的游錫堃也領導行政團隊做出了較好的應對。
因應全球化衝擊、中國磁吸效應、國內產業轉型瓶頸等等難題，游內閣除了迅速施行治標措施外也推出長期治本政策外，也於2002年開始陸續提出「挑戰2008國發計畫」、「新十大建設」等執政願景，內容含括軟體的文化創意產業與行動台灣的資訊建設等，均具前瞻性。和過去蔣經國時代的十大建設及郝柏村提出偏重硬體建設的「六年國建」有所不同，「挑戰2008國發計畫」及「新十大建設」致力於推進台灣將「工業經濟」轉型為「知識經濟」，也因為均以2008年為目標年，相當於為民進黨的競選連任提出有效政見。
根據台灣行政院研究發展考核委員會公布的「民眾對政府形象的看法」之調查結果顯示，游錫堃內閣上任二年間，有五成七的受訪民眾滿意其施政表現。行政院團隊的形象調查中，超過五成民眾以「重視環保，維護生態」、「重視城鄉及南北差距」、「勇於改革」及「認真打拚」等理由對內閣表示支持，其中又以「重視環保，維護生態」民調成績最高，五成七受訪者對其表示肯定。
但與此同時，游內閣面臨的挑戰和動盪仍然存在。2004年2月，在立法院院會上，親民黨籍立委鍾紹和、鄭金玲以質詢權為名，對游錫堃及其閣員進行不當言語攻擊。游錫堃在委屈不能求全的情況下，率閣員離席至休息室，等待國會依照內規做必要的處理。除此之外，任內的漁會和農會信用部風波，也使他三次向總統陳水扁表達辭意。2005年初，因民進黨未能在新一屆立法院中取得過半數席次，游錫堃最終決定不再擔任行政院長職務。2005年1月31日，游錫堃主持召開行政院會，宣布內閣總辭並獲准。次日，謝長廷接任行政院長，游錫堃則返回總統府，繼續擔任總統府秘書長職務。
游錫堃是陳水扁擔任總統期間任職時間最長的閣揆，其三年任期也是扁政府民調支持度的高原期。2004年，其以行政院長兼任陳水扁全國競總主任委員，輔助陳呂順利當選連任。陳呂組合的得票率從2000年的39.3%大幅提昇至2004的50.1%，游內閣的良好施政表現被認為是其中之重要因素。

### 民進黨主席
2005年12月，民進黨主席蘇貞昌因縣市長三合一選舉敗選而辭職以示負責。游錫堃宣佈辭去總統府秘書長，參選補選的民進黨主席。2006年1月15日，民進黨第11屆第二次主席補選結果揭曉，游錫堃以25,397票壓倒蔡同榮的16,846票和翁金珠的4,406票，當選民進黨主席。

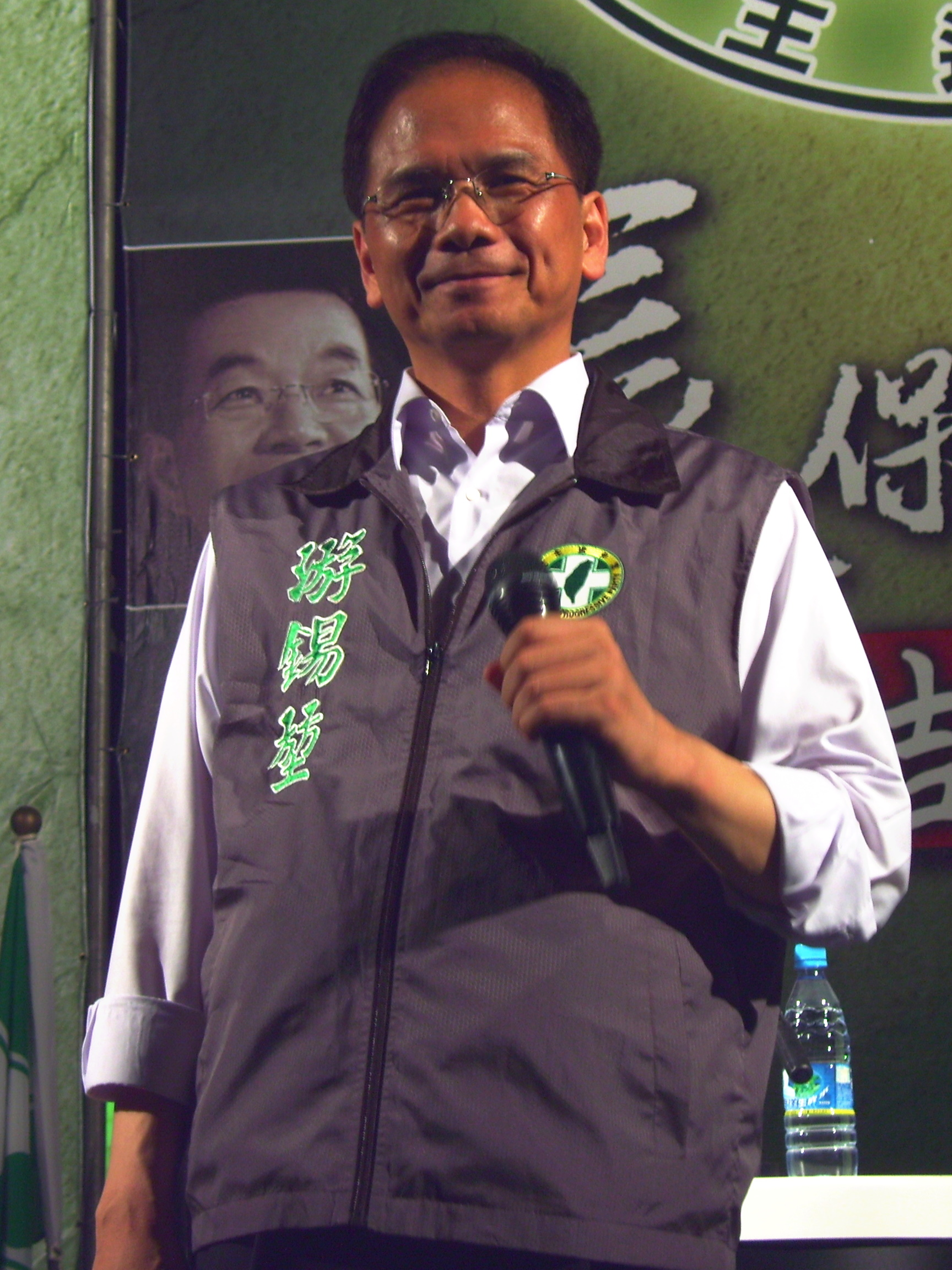
2007年的游錫堃

2007年9月21日，因「首長特別費」之爭議，而與馬英九、陳唐山、呂秀蓮一同遭到最高檢察署特偵組起訴，宣布請辭黨主席一職，後於9月27日正式生效。

### 國際事務經驗
1. 2007年，民進黨主席任內出訪美國，應邀於民主進步黨美西/美南/美東黨部發表演說。
2. 2006年，民進黨主席任內出訪日本，應邀於日本早稻田大學及東京基金會發表演說。
3. 2006年，民進黨主席任內出訪美國，應邀於美國傳統基金會及國家記者俱樂部（NPC）發表演說
4. 2006年，民進黨主席任內擔任總統特使出席日本前首相橋本龍太郎喪禮。
5. 2004年，行政院長任內擔任總統特使出席多明尼加總統就職典禮並訪問、宏都拉斯、尼加拉瓜等國家，並過境美國。
6. 2002年，行政院長任內出訪海地、巴拿馬、哥斯大黎加、貝里斯等國家，並過境美國。
7. 2000年，總統府秘書長任內擔任總統府對日工作小組召集人，並多次出訪日本。

## 在野時期

### 下野賦閒
隨著民進黨於2008年大選中落敗下野，游錫堃也隨之賦閒。此間，游錫堃積極拓展登山、騎單車、有機農業、台語詩文吟唱等興趣愛好，也沒有放棄對國內國際事務的關心。

### 新北選戰
2013年12月3日，賦閒多年的游錫堃通過民進黨黨內初選，成為新北市市長候選人。2014年11月29日，游錫堃以934,774票敗於朱立倫所獲的959,302票。

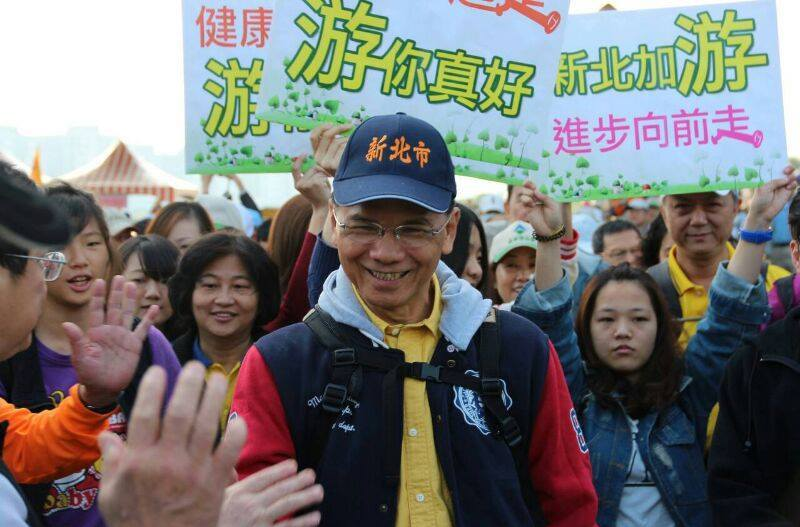
2014年7月，在參選新北市長的造勢活動上

### 批朱立倫市府護航頂新土地變更事件
批朱立倫市府護航頂新土地變更事件，是指涉及2014年台灣飼料油事件頂新集團旗下的味全公司在2010年時，以101億標下位於新北市三重區新燕土地。2011年1月28日，朱立倫上任新北市長第30天後，及核定新燕土地使用變更案，由工業用地變更成住商混合用地，利益暴增到400億元。
2014年11月11日，新北市長候選人游錫堃，針對味全集團得標的三重新燕土地開發案，三問新北市長朱立倫「為何違法變更？為何快速批准？為何獨厚頂新？」游錫堃要求朱立倫應親自對外界說明。游錫堃表示，三重新燕土地開發案，由工業用地變更為住商混合用地的都市計畫變更案，前後歷經3任部長：江宜樺、李鴻源、陳威仁，5次專案會議都不敢批准，而新北市卻逕予變更。關於違法變更部分，除非事涉重大或緊急，否則不能做迅速變更，此案並非如此，因此是違法。游錫堃強調，此案充滿疑點，當全國都在「滅頂」，抵制黑心商人時，為何朱立倫卻要「護頂」？

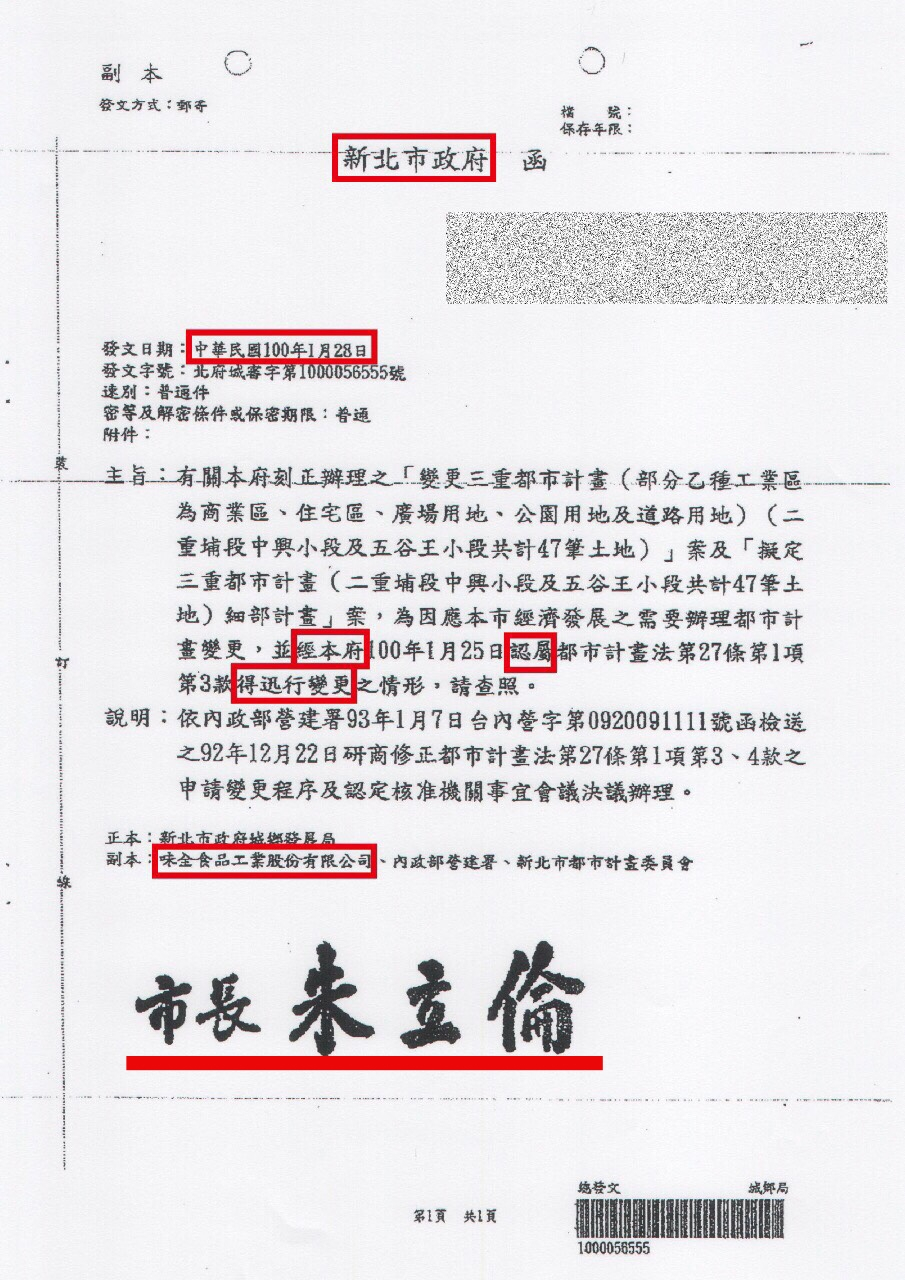
頂新三重新燕土地「迅行變更案」公文

2014年11月17日，新北市長候選人游錫堃與前行政院長謝長廷，共同發起「告頂新 討公道」運動，號召市民依「食品安全衛生管理法」第56條填寫委託書，游錫堃表示，當選第一天就會成立律師團，由新北市政府代位求償，為市民討公道。
2014年11月19日，新北市長候選人游錫堃偕同立委高志鵬、吳秉叡、前立委莊碩漢和民進黨新北市黨團總召李余典召開「朱立倫說謊 抓到了」記者會，游錫堃拿出內政部營建署發函的公文指出，朱立倫在民國100年1月25日就以頂新三重新燕土地變更案屬「都市計畫法第27條第1項第3款得迅行變更之情形」為由，將頂新新燕土地由工業用地「迅行變更」為住商混合區，並快速發函，送交內政部審議。游錫堃表示，若未來三重新燕土地通過內政部審議，1萬8千坪的土地價值立即由100億爆增一倍，如用已開發價值來看，更將高達400億，游錫堃呼籲朱立倫「迅行撤回」此土地案，將三重新燕區「打回原形」成原本的工業區，並徹查當中有無不法及官商勾結的情況。

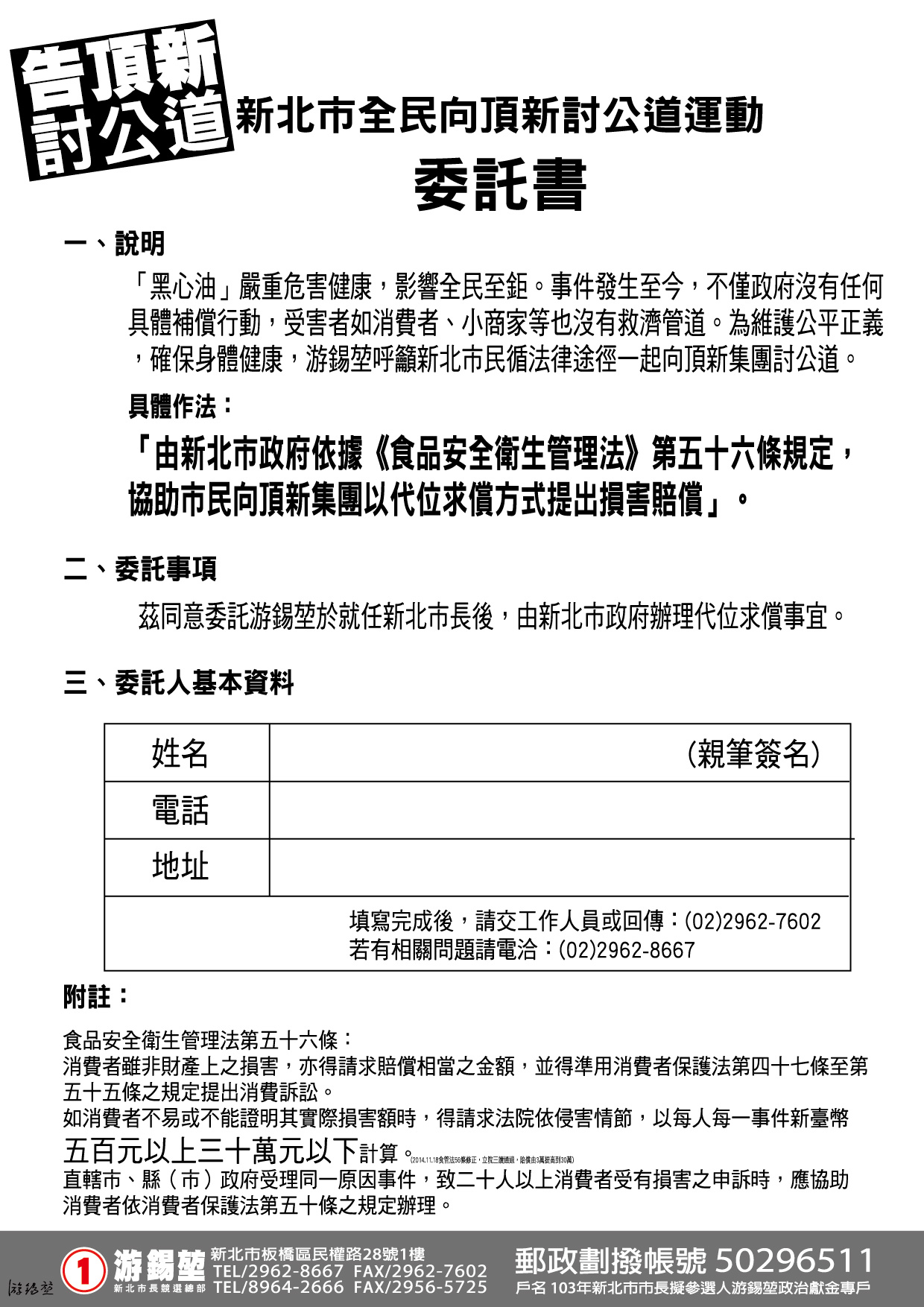
「新北市全民向頂新討公道運動」委託書

2014年11月23日，新北市長候選人游錫堃表示當選後要廢掉頂新三重土地的開發許可，並代食安受害者向頂新討公道。而目前已經收到近8000份委託書，也有150多家的商店參加「告頂新 討公道」的連署。只要民眾填妥委託書，並傳真或是連絡相關人員寄送委託書後，就可參加「告頂新　討公道」運動。
2014年11月24日，新北市長候選人游錫堃強調，頂新在台灣有三大指標，「101」、「味全」和「三重新燕土地」，如今頂新已退出「101」和「味全」經營權，獨留三重新燕土地變更案想獲得暴利，朱立倫讓開發案「迅行變更」，他要求朱立倫「說清楚、講明白」在頂新開發案中扮演的角色，朱立倫卻一再逃避。如果游錫堃當選會「迅行撤回」。全國都在「滅頂」惟獨朱立倫「護頂」，這是一場「滅頂」與「護頂」之戰！

### 發起「告頂新、討公道」運動
台灣油品安全連環爆，2014年10月8日，頂新集團下的正義食品公司「維力清香油」、「維力香豬油」、「正義香豬油」3款豬油捲入飼料油風波，讓食安問題再度浮上檯面。
2014年11月17日，民進黨新北市長候選人游錫堃表示，政府對頂新的消極作為，是讓食安問題連環爆的最大黑手，尤其朱立倫常說要將黑心廠商「罰到倒、關到老」，卻在上任後30天就快速通過頂新位於三重新燕的萬坪土地，希望內政部能將此案退回新北市府，重啟調查、釐清變更過程疑點。並發起當選第一天就會成立律師團，並請來謝長廷擔任首席法律顧問，由新北市政府向頂新代位求償，為市民爭取公道的「告頂新　討公道」運動。

### 新北市長選前之夜場地事件

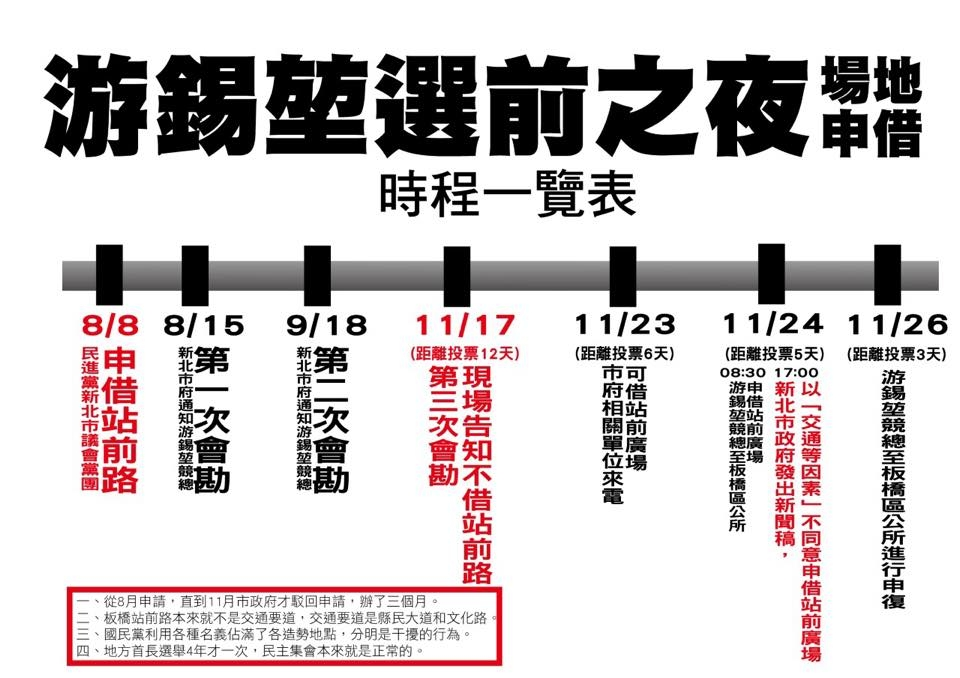
游錫堃前之夜場地申借時程一覽表

游錫堃競選總部於2014年8月8日提出申請在站前路舉辦選前之夜，但在經過新北市政府2014年8月15日、9月18日兩次會勘後，於11月17日以「影響交通」為由否決。對此游錫堃競選總幹事高志鵬指出，一般場地申請過程只需5天，團隊都配合繳交所需補充文件，但不僅被公所拖延3個月，而過程中區公所2次場勘都沒有問題，批評：「這種行政不公做法，只有在戒嚴時期才看得見！」
2014年11月23日，游錫堃競選總部申請板橋火車站前的站前廣場作為選前之夜的活動場地。而新北市政府則以除交通考量外，依「新北市政府公設廣場使用管理要點」第二點規定，站前廣場原本就禁止提供「政治集會」為由拒絕游錫堃陣營的要求。
2014年11月25日，游錫堃競選總部於板橋站前廣場召開記者會，針對選前之夜場地租借提出質疑，發言人羅致政表示，競選總部絕對願配合守法，11月23日也接獲新北市府主動來電告知，希望能將活動改至站前廣場，競總也接受協調，更與相關單位一同前往現場會勘，過程中允諾提交民眾安全與交通疏導建議，未料新北市新聞局卻發出聲明，因「嚴重衝擊交通」與站前廣場禁止提供『政治集會』為由，市府不同意讓綠營在此舉辦選前之夜，強烈質疑「不同意舉辦，為何市府要主動告知更陪同會勘？」。
2014年11月26日，游錫堃表示，目前除了申覆站前廣場，也申請新府路與新站路，新府路及新站路舉辦相關活動已有前例，民進黨主席蔡英文曾分別於2012、2010年舉辦造勢活動，請新北市政府勿再刁難。前行政院長蘇貞昌也表示，游錫堃的努力，已讓新北市民逐漸了解其政見可行而富創意，對選情相當有信心，但連選前之夜的場地，當權者都百般挑剔，相當沒有民主競爭的風度。但在晚間板橋區公所發布新聞稿，再度駁回這項申請。公所指出，新府路、新站路，鄰近新板特區捷運環狀線工程地點，如舉辦封路活動，將加重交通負擔，對此游辦總部新聞部主任周永鴻表示，市府明明舉辦歡樂耶誕城演唱會時就曾封路，現因交通因素拒絕租借，根本就在說謊。
2014年12月3日，新北市警局板橋警分局表示，游錫堃在選前之夜未經核准擅自舉辦晚會，已違反集會遊行法，將依法函送。同日，游錫堃回應：「活動是我命令的，要關就關我！」
原本在民調中大幅領先的朱立倫最終僅以兩萬多票差距險勝，出乎外界意料，有媒體將其列為該次選舉「十大不可思議」之一。

## 民進黨再次執政時期

### 立法院院長

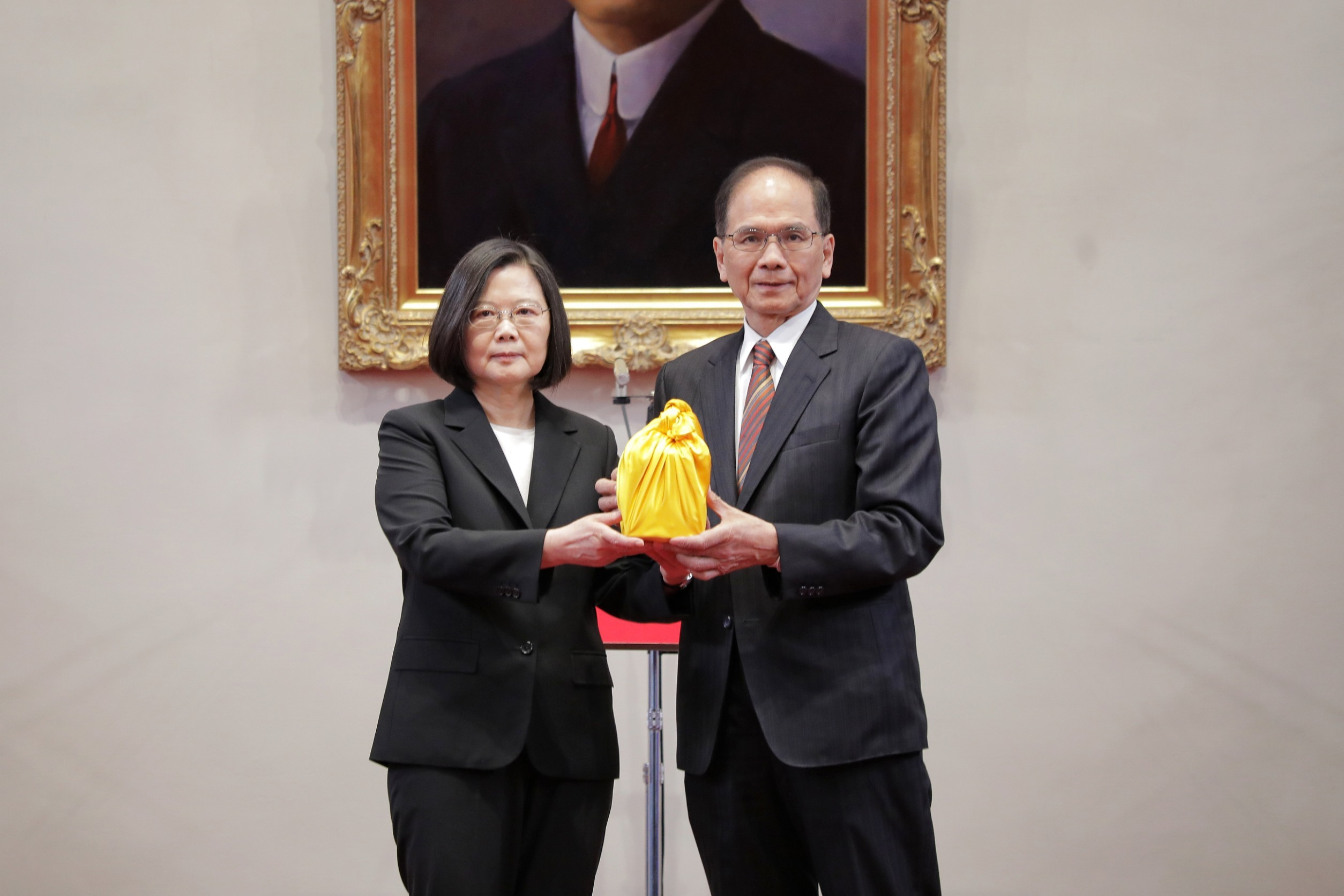
2020年中华民国总统就职典礼，總統蔡英文從立法院院長游錫堃手中接過總統之印

2019年，游錫堃在2020年中華民國立法委員選舉名列民進黨不分區立委名單第七順位，隨後順利當選；並於2020年2月1日院長選舉以73票擊敗中國國民黨賴士葆（36票）、楊瓊瓔（1票）、無黨團結聯盟高金素梅（1票）、同黨賴品妤（1票）與廢票1票，當選立法院院長。
游錫堃認為民主政治是民意政治，在他擔任立法院院長期間，他表態立法院將兼顧程序正義、立法品質與議事效率下，一切以民意為依歸。游錫堃在2020年2月1日就職演說時提出「優化國會功能」、「強化世代共贏」、「深化民主同盟」等「三化」方向。
為了善盡「民主教室」責任，舉辦與「台灣史」相關展覽，包括：「2021年臺灣議會設置請願運動百年展」、「2022年舊金山和約生效70週年特展」、「2023年民主國會卅年特展」。
2021年12月1日，游錫堃出席立法院與外交部合辦之「2021年開放國會論壇」，台灣是亞洲第一個以「非OGP會員國」的身分舉辦「開放國會論壇」的國家，此次論壇共計有來自國外20個國家共26位國會議長及議員與會。
2022年7月20日，游錫堃在捷克参议院以中華民國立法院院長發表演說，「我是台灣人，也是捷克人，因為我們都是民主人」。
2023年初，游錫堃宣布不再爭取連任，將於立法院院長任滿後退休，然而之後仍被民進黨納入2024年的不分區名單中，並在當選後再被推為立法院院長候選人，但在院長選舉時不敵國民黨韓國瑜，隨後宣布以個人規劃為由辭去立法委員，隔日生效。並於卸任後回到宜蘭縣。
2024年8月，中共中央台辦官方網站刊出游錫堃為台獨頑固分子，此前，游早就表示自己對於這個標籤引以為榮。

## 選舉紀錄
| 年度 | 選舉屆數               | 選舉區                                 | 所屬政黨   | 得票數    | 得票率 | 當選標記 | 備註 |
| ---- | ---------------------- | -------------------------------------- | ---------- | --------- | ------ | -------- | ---- |
| 1981 | 第七屆臺灣省議員選舉   | 宜蘭縣選舉區                           | 無黨籍     | 41,631    | 24.27% |          |      |
| 1985 | 第八屆臺灣省議員選舉   | 宜蘭縣選舉區                           | 無黨籍     | 88,555    | 43.98% |          |      |
| 1989 | 第十一屆宜蘭縣縣長選舉 | 宜蘭縣                                 | 民主進步黨 | 119,037   | 54.48% |          |      |
| 1993 | 第十二屆宜蘭縣縣長選舉 | 宜蘭縣                                 | 民主進步黨 | 116,959   | 57.49% |          |      |
| 2008 | 第七屆立法委員選舉     | 全國不分區及僑居國外國民立法委員選舉區 | 民主進步黨 | 3,610,106 | 36.91% |          |      |
| 2012 | 第八屆立法委員選舉     | 全國不分區及僑居國外國民立法委員選舉區 | 民主進步黨 | 4,556,424 | 34.62% |          |      |
| 2014 | 第二屆新北市市長選舉   | 新北市                                 | 民主進步黨 | 934,774   | 48.78% |          |      |
| 2020 | 第十屆立法委員選舉     | 全國不分區及僑居國外國民立法委員選舉區 | 民主進步黨 | 4,811,241 | 33.98% |          |      |
| 2024 | 第十一屆立法委員選舉   | 全國不分區及僑居國外國民立法委員選舉區 | 民主進步黨 | 4,982,062 | 36.16% |          |      |

## 著作
- 台灣漢詩吟唱參考教材[96]
- 臺灣民主蘭城尋蹤[97]

## 榮譽

### 中华民国勋章奖章
- 一等景星勋章（2002年1月31日于台北总统府颁授[98]）
- 一等卿云勋章（2005年3月2日于台北总统府颁授[99]）

## 政治立场
作为民主进步党的创党元老和资深党员，游锡堃的政治立场和观点多与其党纲趋同或相近，而在具体的从政经历中，也夹杂着一些个人色彩。
- 支持台湾民主化，反对國會一党独大、暗箱操作、強制通過議案等独裁作為。主张开放报禁、党禁，支持民主选举。
- 支持台湾独立建国并与世界其他国家建立正常邦交，鼓勵國會承擔一定的外交職能，尤其支持台美建交。
- 对中国大陆及北京政府多持消极、强硬立场，认为其有意并吞台湾并在外交层面频频对台湾设置障碍；不認同「九二共識」及「一個中國」等原則；曾多次批评大陸内部及香港的民主、人权状况。
- 支持废除监察院、考试院。
- 倡导环境及动物保护，反对在生态为主的地区布局污染产业及盗采砂石，关心阳明山等地水牛的生存状况，支持倡导有机农业。
- 倡导保护和弘扬台湾本地文化，包括推行台湾方言教育、复兴传统艺术、普及本地历史、保护文物古迹、成立台语吟唱诗社等。
- 重视交通对经济建设的作用，大力推动雪山隧道等工程。

## 個人生活
游錫堃1978年與楊寶玉結婚。兩人育有兩子：游秉陶、游翔。

## 外部連結
- 游錫堃的Facebook專頁
- 游錫堃的X（前Twitter）
- 游錫堃的Instagram帳戶
- YouTube上的游錫堃頻道

| 中華民國政府職務                   | 中華民國政府職務                                                                     | 中華民國政府職務                   |
| ---------------------------------- | ------------------------------------------------------------------------------------ | ---------------------------------- |
| 宜蘭縣政府                         |                                                                                      |                                    |
| 前任： 陳定南                      | 宜蘭縣縣長 第十一、十二屆 1989年12月20日—1997年12月20日                              | 繼任： 劉守成                      |
| 行政院                             |                                                                                      |                                    |
| 前任： 劉兆玄                      | 行政院副院長 第二十任 2000年5月20日—2000年8月1日                                     | 繼任： 張俊雄                      |
| 前任： 劉兆玄                      | 行政院消費者保護委員會主任委員 第四任（行政院副院長兼任） 2000年5月20日—2000年8月1日 | 繼任： 張俊雄                      |
| 前任： 張俊雄                      | 行政院院長 第十八任 2002年2月1日—2005年2月1日                                        | 繼任： 謝長廷                      |
| 中華民國總統府                     |                                                                                      |                                    |
| 前任： 陳哲男（代理） 正任：張俊雄 | 總統府秘書長（首次） 第十九任 2000年10月6日—2002年2月1日                             | 繼任： 陳師孟                      |
| 前任： 蘇貞昌                      | 總統府秘書長（再次） 第二十二任 2005年2月1日—2005年12月15日                          | 繼任： 馬永成（代理） 正任：陳唐山 |
| 立法院                             |                                                                                      |                                    |
| 前任： 蘇嘉全                      | 立法院院長 第十二任 2020年2月1日—2024年1月31日                                       | 繼任： 韓國瑜                      |
| 政党职务                           |                                                                                      |                                    |
| 民主進步黨                         |                                                                                      |                                    |
| 前任： 邱義仁                      | 民主進步黨秘書長 第七任 1998年12月25日—2000年5月20日                                 | 繼任： 吳乃仁                      |
| 前任： 呂秀蓮（代理） 正任：蘇貞昌 | 民主進步黨主席 第十一屆第二次補選 2006年1月15日—2007年9月21日                        | 繼任： 蔡同榮（代理） 回任：陳水扁 |